# مانوئل روزس
مانوئل روزس (انگلیسی: Manuel Rosas؛ ۱۷ آوریل ۱۹۱۲ – ۱۹۸۹) یک بازیکن فوتبال اهل مکزیک بود.وی هم چنین اولین بازیکنی است در جام جهانی گل به خودی زده است.